# BlazBlue: Calamity Trigger
BlazBlue: Calamity Trigger è un picchiaduro bidimensionale, sviluppato da Arc System Works, primo capitolo dell'omonima serie, pubblicato in Giappone nell'estate del 2009 e in Europa il 25 marzo 2010. Il titolo rappresenta un successore spirituale della serie Guilty Gear.

## Sviluppo
Il gioco ha fatto il suo debutto come titolo per il formato arcade coin-op nel 2008 e pubblicato su schede Taito Type X2, successivamente ne fu annunciata una conversione per le console casalinghe, pubblicata il 30 giugno del 2009. Per la console portatile di Sony il PSP, è stato pubblicato in europa il 9 settembre 2010 con il nome BlazBlue: Calamity Trigger Portable e relativi adattamenti.

## Trama
L'umanità si presenta prossima all'estinzione:  causa principale è la laida "Bestia Nera", sconfitto da sei valorosi "Sei eroi" che adoperarono la magia fusa con la tecnologia, formando così l'"Armagus".
Dopo la guerra contro l'Abominio, per governare e creare il mondo venne creato con l'ausilio dell'Armagus, il "Novus Orbis Librarium Armagus. "Questo fu motivo di grande dissenso, dovuto anche all'utilizzo dell'Armagus in quasi ogni aspetto della società e alle differenze socioeconomiche che stabilivano chi lo potesse usare o no.
Il dissenso si concretizzò anni dopo quando scoppiò la guerra civile Ikaruga, perché l'Unione eponima si ribellò apertamente al Novus Orbis Librarium. Dopo la guerra il governo impose leggi più severe, punendo ogni forma di ribellione con la pena di morte.
Nel dicembre dell'anno 2219 una sezione del Novus Orbis fu distrutta totalmente da un traditore di classe SS chiamato "Ragna The Bloodedge", detto anche "Tristo Mietitore", che tentò di sovvertire internamente l'ordine, ora ricercato da Novus Orbis: su di lui vige una taglia.
Questo criminale possiede anche una potente forma di Armagus chiamata "Azure Grimoire", o anche BlazBlue; ora i suoi superiori, l'Ikagura ed altri individui vogliono aggiudicarsi il guerriero per scopi più o meno differenti.

## Personaggi
| Ragna the Bloodedge Arakune Bang Shishigami Carl Clover Hakumen Iron Tager Jin Kisaragi Litchi Faye Ling Noel Vermillion Rachel Alucard Taokaka V-13- |

## Giocabilità
Tipico picchiaduro bidimensionale, in cui due personaggi si sfidano in un piano anch'esso bidimensionale. I match sono chiamati "ribelli" e un match corrisponde ad uno dei quattro "ribelli" totali. Per vincere il round, il giocatore deve ridurre l'energia dell'avversario a livelli infimi, oppure mantenere, quando il tempo si esaurisce, una quantità di salute sufficiente e maggiore rispetto a quella dell'avversario.
Ogni personaggio possiede attacchi deboli (A), medi (B) e potenti (C) e un "Drive Attack" singolare (D) concatenabili, o con prese. Una volta che la barra "riscaldamento" si riempie, per causare danni consistenti è possibile usufruire degli attacchi SUPER!
Caratteristiche della versione domestica
Le versioni distribuite per PlayStation 3 e Xbox 360 includono tutti i contenuti della versione arcade, oltre ad aggiunte esclusive per le console stesse:
- Musiche arrangiate, animazioni migliorate e una modalità storia completamente riprogrammata
- Temi musicali composti da Kotoko (Ao-Iconoclast) per la Opening, e da Hironobu Kageyama[5] per il tema Bang's Fūrinkazan. La canzone "Love So Blue", di Noel's VA Kanako Kando, sarà ascoltabile nel corso di momenti cruciali della storia.
- Disponibile la scelta tra audio giapponese e inglese.
- Modalità multiplayer online sino a sei videogiocatori, con la possibilità di visualizzare online, come spettatori, gli scontri tra i videogiocatori.
- La versione Playstation 3 permette la connessione in remoto con la PSP, e sfide reciproche, attraverso l'utilizzo della console portatile.
- La versione limitata per Xbox360 e Playstation 3, pubblicata in America, contiene una guida strategica, con le descrizioni e le combinazioni di attacchi di tutti i personaggi. Un secondo disco contiene una edizione limitata della colonna sonora, ricomposta dal rapper, Oh no.

## Edizione limitata
Il gioco è stato pubblicato sia nella versione base che limitata: Quest'ultima è composta da un cofanetto comprendente il gioco, un disco bonus con dei video di tutorial e la colonna sonora composta da 42 brani. L'edizione limitata è stata pubblicata per il solo suolo americano; contrariamente a quanto annunciato inizialmente, la versione per Xbox 360 presenta il blocco regionale, mentre la versione per PlayStation 3 no.
È stato successivamente annunciato che il gioco sarebbe arrivato in edizione limitata anche in Europa ma diversa dalla controparte americana. Allo stato attuale il gioco si presenta unicamente in versione "liscia", ma con l'aggiunta dei soli contenuti aggiuntivi scaricabili già presenti su disco.

## Accoglienza
Il gioco ha ricevuto voti positivi dalla critica del settore, la versione PC non è stata sufficientemente valutata.
| Testata                        | Versione      | Giudizio |
| ------------------------------ | ------------- | -------- |
| Metacritic (media al 27/05/23) | Xbox 360      | 86/100   |
| Metacritic (media al 27/05/23) | PlayStation 3 | 87/100   |
| Metacritic (media al 27/05/23) | Sony PSP      | 82/100   |

## Serie
- BlazBlue: Continuum Shift (2009)
  - BlazBlue: Continuum Shift II (2010)
  - BlazBlue: Continuum Shift Extend (2011)
- BlazBlue: Chronophantasma (2012)
  - BlazBlue: Chronophantasma Extend (2014)
- BlazBlue: Centralfiction (2015)
  - BlazBlue: Centralfiction Special (2017)

Crossover
- BlazBlue: Cross Tag Battle (2018)[10]
  - Character packs:  1)Platinum Trinity; 2)Jubei; 3)Hakumen; 4)Izayoi; 5)Nine the Phantom; 6)Naoto Kurogane
  - BlazBlue: Cross Tag Battle Special Edition (2019) aggiunge Celica A. Mercury, Susano’o [11]

Altri
- BlazBlue Entropy Effect (2024) platform 2D, sviluppato da 91Act su licenza Arc System Works, l'accesso anticipato è dal 16 agosto 2023 per Steam.[12] La data di pubblicazione ufficiale non è stata ancora annunciata.

Dispositivi mobile
- BlazBlue: Battle × Puzzle (2014)
- BlazBlue: Battle Cards (2015)
- BlazBlue: Revolution Reburning (2015)[13]